# Clemens M. Hutter
Clemens M(aria) Hutter (* 8. August 1930 in Innsbruck; † 31. Januar 2022 in Salzburg) war ein österreichischer Journalist und Buchautor.

## Leben
Hutter studierte Politologie und Volkskunde in Innsbruck, Wien und in den USA und promovierte zum Dr. phil. Nach seinem Studium machte er eine Ausbildung zum Skilehrer, wobei er die damals neue Wedeltechnik mit einem Buch bekannt machte. 1958 arbeitete er erstmals für die Salzburger Nachrichten. Danach ging er aber für zwei Jahre in die USA und nach Südamerika. Zurückgekehrt nach Österreich begann er 1960 wieder bei den Salzburger Nachrichten zu arbeiten. Dazu machte er eine Fotolehre bei Stefan Kruckenhauser. Von 1969 bis 1995 leitete er bei den Salzburger Nachrichten das Ressort Außenpolitik. Zuletzt war er auch als stellvertretender Chefredakteur tätig. Noch lange Zeit nach seiner Pensionierung führte er seine „Stadtwanderungen“ durch, bei denen er Interessierte mit Details und Kuriositäten von Salzburg bekannt machte.
Er war Autor von mehr als 50 Buchpublikationen zu politischen, landeskundlichen, historischen und alpinistischen Themen, darunter mehrere Bildbände. Auch seine Leidenschaft für das Bergsteigen, das Skilaufen und den Ausdauersport bestimmte seine Buchthemen. Er war Mitglied der katholischen Studentenverbindungen AV Austria Innsbruck und KÖStV Rudolfina Wien.
Sein Lebensmittelpunkt lag für lange Zeit bis zuletzt in Salzburg und in Tamsweg im Lungau. Clemens M. Hutter ist am 31. Januar 2022 im Alter von 91 Jahren gestorben.

## Ehrungen
Für seine publizistischen Leistungen erhielt er 1982 den René-Marcic-Preis.

## Werke (Auswahl)
- Der schmutzige Krieg Alternative zum Atomkrieg Politik konkret. Salzburger Nachrichten Verlag, Salzburg, 1968.
- Eurokommunisten: Lenins treue Jünger (Gegenwart und Zeitgeschichte). Sinus, 1978, ISBN 978-3882890112.
- Tennengau: Kleinod am Fusse der Alpen. Verlag Anton Pustet, Salzburg 1990, ISBN 978-3702502713.
- Alpenstrasse. Wald, Krimml, Gerlos. Großglockner Hochalpenstraße Salzburg (Hrsg.), 1994, ISBN  978-3950022711.
- (gem. mit  Lothar Beckel). Großglockner. Saumpfad, Römerweg, Hochalpenstraße. Residenz Verlag, Salzburg 1992, ISBN 978-3701703951.
- (gem. mit Wolfgang Retter). Grossvenediger: Von der Faszination eines Berges. Verlag Anton Pustet, Salzburg 1991, ISBN 978-3702502799.
- Salzburger Berge.  Verlag Anton Pustet, Salzburg 1992, ISBN 978-3702502935.
- Hitlers Obersalzberg: Schauplatz der Weltgeschichte. Berchtesgadener Anzeiger, Berchtesgaden 1996, ISBN 978-3925647147.
- Das tägliche Licht: Eine Salzburger Elektrizitätsgeschichte. Verlag Anton Pustet, Salzburg 1996,  ISBN  978-3702503383.
- Kaprun. Geschichte eines Erfolges. Residenz Verlag, Salzburg 1996, ISBN 978-3701708574.
- Erlebniswandern Lungau. Verlag Anton Pustet, Salzburg 1997, ISBN 978-3702503604.
- Schlankwandern (Die grünen Wegweiser). Verlag Anton Pustet, Salzburg 2000, ISBN 978-3702504090.
- Freizeitoase Lungau. Verlag Anton Pustet, Salzburg 2001, ISBN 978-3702504281.
- Salzburg – Ein Glücksfall. Otto Müller Verlag, Salzburg 2002, ISBN 978-3-7013-1049-4.
- Rassen-, Klassen-, Massenmord: Anatomie des Totalitarismus. Olzog Verlag, München 2003, ISBN 978-3789281235.
- Gottselig und Leutselig: Pfarrer Valentin Pfeifenberger. Verlag Pfeifenberger, Tamsweg 2004, ISBN 978-3901496097.
- Pilgerwege im Salzburger Land: Kultstätten - spirituelle Orte - Jakobswege - Wallfahrtsziele – Brauchtumsplätze. Tyrolia Verlag, Innsbruck 2007, ISBN  978-3702228156.
- Hexenwahn und Aberglaube: Damals und Heute. Ecowin Verlag, Salzburg 2007, ISBN 978-3902404503.
- Hans Katschthaler - Mein Leben. Verlag Anton Pustet, Salzburg 2008, ISBN 978-3702505851.
- Festung Hohensalzburg: Zeitreise durch ein Jahrtausend. Colorama, 2010 (3. Aufl.), ISBN 978-3901988769.
  - Hohensalzburg Castle: Setting out on a Millennium Journey. Colorama, 2007 (3. Edition), ISBN 978-3901988776.
- Skitouren in und um Salzburg.  Verlag Anton Pustet, Salzburg
- Stadtwandern in Salzburg. Verlag Anton Pustet, Salzburg 2008 (Neuauflage 2017), ISBN 978-3-7025-0857-9.
- Arnoweg: Der Salzburger Rundwanderweg. Bergverlag Rother, Oberhaching 2008 (2. Auflage), ISBN  978-3763342938.
- Schafberg & Wolfgangsee: Ein Bildführer von Clemens M. Hutter zu zwei Glanzpunkten des Salzkammerguts. Colorama, 2010 (2. Auflage), ISBN 978-3902692146.
- Mirabell: Schloss und Garten.  Colorama, 2010, ISBN 978-3902692191.
  - Mirabell: Palace and Park. Colorama 2020, ISBN 978-3902692207.
- Verewigt in Salzburg. Steinerne Zeugen an Häusern und Plätzen. Verlag Anton Pustet, Salzburg 2010, ISBN 978-3-7025-0618-6.
- Wanderatlas. Salzburg – Berchtesgaden. Verlag Anton Pustet, Salzburg 2010, ISBN 978-3-7025-0619-3.
- Iuvavum: Alltag im römischen Salzburg. Verlag Anton Pustet, Salzburg 2012, ISBN 978-3702506667.
- Augen auf! Wegweiser für Neugierige. Verlag Anton Pustet Salzburg 2015, ISBN 978-3702507749.
- Christian Doppler.  Verlag Anton Pustet, Salzburg 2017, ISBN 978-3702508517.
- Gruselwandern in Salzburg. Verlag Anton Pustet, Salzburg 2018, ISBN 978-3-7025-0905-7.